# Area statistica micropolitana di North Platte

La mappa del Nebraska, in rosso l'area statistica micropolitana di North Platte

L'area statistica micropolitana di North Platte, come viene definito dallo United States Census Bureau, è un'area che comprende tre contee del Nebraska, con "capoluogo" la città di North Platte. Al censimento del 2000, l'area micropolitana possedeva una popolazione di 35 939 abitanti (anche se una stima del 1º luglio 2009 riporta 36 890 abitanti).

## Contee
- Lincoln
- Logan
- McPherson

## Comunità
- Brady
- Gandy
- Hershey
- Maxwell
- North Platte (città principale)
- Ringgold (non incorporato)
- Stapleton
- Sutherland
- Tryon (non incorporato)
- Wallace
- Wellfleet

## Società

### Evoluzione demografica
Secondo il censimento del 2000, c'erano 35 939 persone.

### Etnie e minoranze straniere
Secondo il censimento del 2000, la composizione etnica dell'area micropolitana era formata dal 94,83% di bianchi, lo 0,53% di afroamericani, lo 0,51% di nativi americani, lo 0,36% di asiatici, lo 0,02% di oceanici, il 2,58% di altre razze, e l'1,17% di due o più etnie. Ispanici o latinos di qualunque razza erano il 5,27% della popolazione.